# Cheironitis hoplosternus
Cheironitis hoplosternus là một loài bọ cánh cứng trong họ Bọ hung (Scarabaeidae).